# Who Moved My BlackBerry?
Who Moved My BlackBerry? — сатирическая книга Люси Келлауэй, написанная от имени главного героя — Мартина Льюкса о работе в крупной маркетинговой корпорации. Книга состоит из е-мейлов, написанных друг другу коллегами по работе в корпорации, из которых читатель получает полное понимание о развитии основной линии событий и развитии множества мелких и крупных интриг внутри корпорации.
Книга также была переведена на русский язык и вышла под названием "Кто трогал мой «блэкберри»? в 2008 году.

## Сюжет
Главный герой книги — Мартин Льюкс, старший менеджер маркетинговой корпорации A&B (впоследствии, при непосредственном участии Мартина, пережившей ребрендинг и получившей название «a-b glöbâl»). Главной карьерной целью Мартина является рост до уровня CEO британского филиала корпорации, для чего Мартин путём лести, интриг и подковерной борьбы с коллегами-конкурентами шаг за шагом продвигается вперед — до тех пор, пока однажды все его усилия не заканчиваются крахом. Параллельно с этим, Мартин заводит интрижку со своей секретаршей, что практически рушит его семейную жизнь, а также нанимает тренера по мотивации — для достижения результатов в персональном развитии. Книга вышла в свет в 2005 году, затем в 2006 году была переиздана и получила рецензии от таких изданий как Financial Times, Daily Telegraph, Sunday Times, Evening Standard и т. д.